# اسدالله امرایی
اسدالله امرایی (زاده اول اردیبهشت ۱۳۳۹ در شهر ری) نویسنده و مترجم ایرانی است. امرایی کارشناس زبان و ادبیات انگلیسی است و از سال ۱۳۶۰ با مطبوعات همکاری دارد.

## کتاب‌ها
- عطر پنهان در باد: داستان‌های زنان دربارهٔ زنان
- مرد در بند

## ترجمه‌ها
- پاییز_پدرسالار (ترجمه با نام خزان خودکامه) نوشتهٔ گابریل_گارسیا_مارکز
- کوری نوشتهٔ ژوزه ساراماگو
- ۲۰ نویسنده ۶۰ داستان
- خوش خنده نوشتهٔ هاینریش بل
- مردان بدون زنان نوشتهٔ ارنست همینگوی
- لورا دیاز نوشتهٔ کارلوس فوئنتس
- شبح آنیل نوشتهٔ مایکل اونداتیه
- دختر بخت نوشتهٔ ایزابل آلنده
- زندگی من در سیا: جاسوسی برای تمام فصول نوشتهٔ دوان کلاریج
- دریا نوشتهٔ جان بنویل
- جنگل کوتوله‌ها نوشتهٔ ایزابل آلنده
- کلیسای جامع (دو روایت) نوشتهٔ ریموند کارور، تس گالاگر
- سرزمین اژدهای طلایی نوشتهٔ ایزابل آلنده
- اسطورهٔ عصیان: «چه گوارا» سخن می‌گوید نوشتهٔ جوزف هنسن
- گارسیا مارکز به زبان ساده نوشتهٔ ماریانا سولانت
- چه گوارا به زبان ساده نوشتهٔ سرگیو سینای
- مکانیک شب کار: یک رمان عاشقانهٔ آرام در ده فصل کوتاه نوشتهٔ جی.ام بویر
- با چشمان شرمگین نوشتهٔ طاهر بن جلون
- جزایر خرد - سیاست‌های کلان: جزایر تنب و ابوموسی در خلیج فارس
- گل‌های میخک نوشتهٔ ریموند کارور
- هر وقت کارم داشتی تلفن کن نوشتهٔ ریموند کارور
- دیر راهبان نوشتهٔ فریراد کاسترو ترجمه از اسدالله امرایی و محمد چرم شیر
- شهر جانوران نوشتهٔ ایزابل آلنده
- در جست وجوی حسن نوشتهٔ غلامحسین سالمی، ترنس وارد
- داستانک‌هایی در فاصلهٔ یک پلک برهم زدن
- راه‌های میان بر نوشتهٔ ریموند کارور
- گلوله
- ما یک نفریم
- تلخ عین عسل
- بهترین بچه عالم
- زن وسطی
- مردی که کشتمش
- برج بلور
- به افق پاریس[۱]

تورتیافلت (جان اشتان بک)